# Інтернейрони
Інтернейро́ни, проміжні́ або вставні́ нейро́ни (англ. interneuron, relay neuron, association neuron, bipolar neuron) — нейрони, зв'язані тільки з іншими нейронами, на відміну від моторних нейронів, що інервують м'язові волокна, і сенсорних нейронів, що перетворюють стимули зовнішнього середовища в електричні сигнали.
Прикладом роботи інтернейронів можуть служити гальмівні інтернейрони неокортексу, що вибірково знижують активність частини сигналів, що приходять з таламусу. Це дозволяє мозку сфокусуватися на певному завданні, не відволікаючись на непотрібні стимули. Параліч інтернейронів, який спричинює правцевий екзотоксин, призводить до неконтрольованого потрапляння нервових імпульсів з центру до периферії, що породжує характерні для правця генералізовані клоніко-тонічні судоми.
Інтернейрони містяться тільки в центральній нервовій системі. Переважна частина нейронів центральної нервової системи є саме інтернейронами.
У 2008 році групою учених була запропонована Петильянська термінологія — номенклатура ознак ГАМК-ергічних інтернейронів кори мозку.